# Compsosuchus
Compsosuchus solus is een vleesetende theropode dinosauriër, behorende tot de Neoceratosauria, die tijdens het late Krijt leefde in het gebied van het huidige India.
Opgravingen tussen 1917 en 1919 door Charles Matley en Durgansankar Bhattacharji bij Bara Simla vonden de resten van verschillende kleine theropoden.
In 1933 benoemden Friedrich von Huene en Matley de typesoort Compsosuchus solus. De geslachtsnaam betekent "bevallige krokodil". Men dacht niet dat het om een krokodil ging maar Von Huene had indertijd de gewoonte om ~suchus in plaats van ~saurus als achtervoegsel toe te passen in de namen van reptielen. De soortaanduiding betekent "de enige".
Het holotype, GSI K27/578, is gevonden in een laag die dateert uit het Maastrichtien. Het bestaat uit een draaier met intercentrum. Specimen (ISI I91/1, een draaier met atlas, zou tot dezelfde soort kunnen behoren.
In 1933 werd Compsosuchus in de Allosauridae geplaatst en later vaak als een nomen dubium beschouwd. In de eenentwintigste eeuw werd duidelijk dat hij tot de Abelisauroidea behoorde, vermoedelijk de Noasauridae.